# Bartramia microbasis
Bartramia microbasis är en bladmossart som beskrevs av C. Müller 1882. Bartramia microbasis ingår i släktet äppelmossor, och familjen Bartramiaceae. Inga underarter finns listade i Catalogue of Life.